# 1574 Meyer
1574 Meyer је астероид са пречником од приближно 58,68 .
Афел астероида је на удаљености од 3,666 астрономских јединица (АЈ) од Сунца, а перихел на 3,400 АЈ.
Ексцентрицитет орбите износи 0,037, инклинација (нагиб) орбите у односу на раван еклиптике 14,516 степени, а орбитални период износи 2425,854 дана (6,641 година).
Апсолутна магнитуда астероида је 10,30 а геометријски албедо 0,038.
Астероид је откривен 22. марта 1949. године.